# 2006년 일본 프로 야구 올스타전
2006년 일본 프로 야구 올스타전은 2006년 7월 21일과 7월 23일에 열린 일본 프로 야구의 올스타전 경기이다. 정식 명칭은 2006 산요 올스타 게임(2006 サンヨー オールスターゲーム, 2006 SANYO ALL STAR GAME). 당초 7월 22일에 종료될 예정이었지만 22일 경기가 우천으로 취소됐기 때문에 하루 순차 연기됐다.

## 개요
그해 4월에 은퇴를 표명한 신조 쓰요시(SHINJO, 홋카이도 닛폰햄 파이터스)가 어떤 퍼포먼스를 할지 주목되는 2006년 올스타전이다. 양팀 감독은 전년도에 각각의 리그에서 우승한 팀 감독들이 맡았는데 퍼시픽 리그 올스타팀은 지바 롯데 마린스 감독 바비 밸런타인, 센트럴 리그 올스타팀은 한신 타이거스 감독 오카다 아키노부가 맡았다. 또한 일본인(일본계 외국인, 통명을 사용하며 일본에 거주 중인 외국인, 귀화 일본인을 포함) 이외의 인물이 올스타전에서 감독을 맡은 것은 밸런타인이 처음이다.
1차전에서 신조는 무지개색으로 빛을 띄운 방망이(특수한 도장을 입힘)와 허리에는 전광판이 장착된 벨트를 착용한 채로 타석에 등장했다. ‘NEVER MIND WHATEVER I DO FAN IS MY TREASURE’(내버려 둬, 내 인생이다. 팬은 나의 보물)이라는 메시지가 노출됐고 2차전에서는 ‘I ♥ U’나 가타카나로 ‘꿈은 꾸는 게 아니라 잡는 거야’(夢は見るものではなくてつかむもの), ‘지금까지 야구를 할 수 있었던 것도 팬들 덕분이다’(ここまで野球ができたのもファンのおかげ)이라는 내용이 흘러나왔다. 그리고 팀 동료인 모리모토 히초리가 1차전에서 만화 《드래곤볼》의 피콜로처럼 분장하고 등장했다. 모리모토는 또한 2차전에서 니시오카 쓰요시(지바 롯데)와의 더블스틸을 감행하여 홈에 도루 성공했다.
후지카와 규지(센트럴 올스타팀) 대 오가사와라 미치히로 & 알렉스 카브레라(모두 퍼시픽 올스타팀)의 모든 공을 직구로 하는 힘의 대결에서는 많은 프로 관계자들이 ‘명승부’라고 극찬할 정도의 승부였다. 그 곳에 함께 있었던 선수들도 그 승부가 너무 대단한 나머지 모두 아연실색했다고 한다. 그해 올스타전은 센트럴 올스타팀이 2연승(2005년 이래 4연승)을 기록했다.
1988년 이래 특별 협찬해 온 산요 전기가 그해 12월 1일부로 스폰서 계약이 종료된 것에 의해 금년도 두 경기가 마지막 ‘산요 올스타 게임’이 됐다.

## 출장 선수
| 센트럴 리그 | 센트럴 리그       | 센트럴 리그 | 센트럴 리그 |
| ----------- | ----------------- | ----------- | ----------- |
| 감독        | 오카다 아키노부   | 한신        |             |
| 코치        | 오치아이 히로미쓰 | 주니치      |             |
| 코치        | 우시지마 가즈히코 | 요코하마    |             |
| 선발 투수   | 가와카미 겐신     | 주니치      | 5           |
| 중간 계투   | 후지카와 규지     | 한신        | 2           |
| 마무리 투수 | M. 크룬           | 요코하마    | 2           |
| 투수        | 이와세 히토키     | 주니치      | 5           |
| 투수        | 아사쿠라 겐타     | 주니치      | 첫 출장     |
| 투수        | 미우라 다이스케   | 요코하마    | 3           |
| 투수        | 이시카와 마사노리 | 야쿠르트    | 첫 출장     |
| 투수        | 기다 마사오       | 야쿠르트    | 2           |
| 투수        | 우쓰미 데쓰야     | 요미우리    | 첫 출장     |
| 투수        | 구로다 히로키     | 히로시마    | 3           |
| 투수        | 나가카와 가쓰히로 | 히로시마    | 2           |
| 포수        | 후루타 아쓰야     | 야쿠르트    | 17          |
| 포수        | 야노 아키히로     | 한신        | 6           |
| 포수        | 아베 신노스케     | 요미우리    | 3           |
| 1루수       | A. 시츠           | 한신        | 첫 출장     |
| 2루수       | 후지모토 아쓰시   | 한신        | 3           |
| 3루수       | 고쿠보 히로키     | 요미우리    | 9           |
| 유격수      | 도리타니 다카시   | 한신        | 2           |
| 내야수      | 무라타 슈이치     | 요코하마    | 첫 출장     |
| 내야수      | 이와무라 아키노리 | 야쿠르트    | 4           |
| 내야수      | 니오카 도모히로   | 요미우리    | 5           |
| 내야수      | 이승엽            | 요미우리    | 2           |
| 내야수      | 히가시데 아키히로 | 히로시마    | 첫 출장     |
| 외야수      | 후쿠도메 고스케   | 주니치      | 5           |
| 외야수      | 가네모토 도모아키 | 한신        | 9           |
| 외야수      | 아카호시 노리히로 | 한신        | 3           |
| 외야수      | 하마나카 오사무▲  | 한신        | 2           |
| 외야수      | 알렉스 O.         | 주니치      | 첫 출장     |
| 외야수      | 긴조 다쓰히코▲    | 요코하마    | 3           |
| 외야수      | 아오키 노리치카   | 야쿠르트    | 2           |

| 퍼시픽 리그 | 퍼시픽 리그         | 퍼시픽 리그 | 퍼시픽 리그 |
| ----------- | ------------------- | ----------- | ----------- |
| 감독        | B. 밸런타인         | 지바 롯데   |             |
| 코치        | 오 사다하루         | 소프트뱅크  |             |
| 코치        | 모리와키 히로시     | 소프트뱅크  |             |
| 코치        | 이토 쓰토무         | 세이부      |             |
| 선발 투수   | 마쓰자카 다이스케   | 세이부      | 8           |
| 중간 계투   | 기쿠치하라 쓰요시   | 오릭스      | 첫 출장     |
| 마무리 투수 | 마하라 다카히로     | 소프트뱅크  | 첫 출장     |
| 투수        | 고바야시 마사히데   | 지바 롯데   | 5           |
| 투수        | 사이토 가즈미       | 소프트뱅크  | 2           |
| 투수        | 와쿠이 히데아키     | 세이부      | 첫 출장     |
| 투수        | 히라노 요시히사     | 오릭스      | 첫 출장     |
| 투수        | 요시이 마사토       | 오릭스      | 5           |
| 투수        | 다케다 히사시       | 닛폰햄      | 첫 출장     |
| 투수        | 야기 도모야         | 닛폰햄      | 첫 출장     |
| 투수        | 후쿠모리 가즈오     | 라쿠텐      | 첫 출장     |
| 포수        | 사토자키 도모야     | 지바 롯데   | 2           |
| 포수        | 히다카 다케시       | 오릭스      | 4           |
| 1루수       | 오가사와라 미치히로 | 닛폰햄      | 8           |
| 2루수       | 혼마 미쓰루         | 소프트뱅크  | 첫 출장     |
| 3루수       | 이마에 도시아키     | 지바 롯데   | 첫 출장     |
| 유격수      | 가와사키 무네노리   | 소프트뱅크  | 3           |
| 내야수      | 니시오카 쓰요시     | 지바 롯데   | 2           |
| 내야수      | 후쿠우라 가즈야     | 지바 롯데   | 4           |
| 내야수      | 마쓰나카 노부히코   | 소프트뱅크  | 7           |
| 내야수      | 나카지마 히로유키   | 세이부      | 2           |
| 내야수      | A. 카브레라         | 세이부      | 4           |
| 내야수      | J. 페르난데스       | 라쿠텐      | 첫 출장     |
| 외야수      | SHINJO              | 닛폰햄      | 7           |
| 외야수      | 시바하라 히로시     | 소프트뱅크  | 3           |
| 외야수      | 다니 요시토모       | 오릭스      | 5           |
| 외야수      | 오무라 나오유키▲    | 소프트뱅크  | 3           |
| 외야수      | 모리모토 히초리     | 닛폰햄      | 첫 출장     |
| 지명타자    | 기요하라 가즈히로   | 오릭스      | 19          |

- 굵은 글씨는 팬 투표로 선출된 선수, ▲는 출장 사퇴 선수 발생에 의한 보충 선수, 그 외에는 감독 추천에 의한 출장.

- 오 사다하루(소프트뱅크) 감독은 건강상 요양을 위해 결장, 대신에 모리와키 히로시 코치가 출장

1. ↑  오른쪽 엄지손가락 골절 부상으로 인한 출전 포기, 대체할 선수로는 하마나카가 선출
2. ↑  왼쪽 무릎 타박상으로 인한 출전 포기, 대체할 선수로는 긴조가 선출
3. ↑  왼쪽 제2 중수골 박리골절로 인한 출전 포기, 대체할 선수로는 오무라가 선출

## 올스타전 경기 결과

### 1차전

#### 스코어
| 팀 | 1 | 2 | 3 | 4 | 5 | 6 | 7 | 8 | 9 | R | H | E |
| 퍼시픽 | 0 | 1 | 0 | 0 | 0 | 0 | 0 | 0 | 0 | 1 | 6 | 0 |
| 센트럴 | 0 | 1 | 1 | 0 | 0 | 1 | 0 | 0 | X | 3 | 9 | 1 |
| 승리 투수: 미우라 다이스케(요코하마) 패전 투수: 요시이 마사토(오릭스) 세이브: 마크 크룬(요코하마) 홈런: 퍼시픽 – 사토자키 도모야(지바 롯데·2회 1점) 센트럴 – 아오키 노리치카(야쿠르트·3회 1점), 이와무라 아키노리(야쿠르트·6회 1점) |   |   |   |   |   |   |   |   |   |   |   |   |

#### 출장 선수
| 퍼시픽 | 퍼시픽 | 퍼시픽              |
| 타순   | 수비   | 선수                |
| ------ | ------ | ------------------- |
| 1      | (유)   | 가와사키 무네노리   |
| 2      | (좌)   | 다니 요시토모       |
| 3      | (중)   | SHINJO              |
| 4      | (지)   | 기요하라 가즈히로   |
| 5      | (一)   | 오가사와라 미치히로 |
| 6      | (포)   | 사토자키 도모야     |
| 7      | (三)   | 이마에 도시아키     |
| 8      | (우)   | 시바하라 히로시     |
| 9      | (二)   | 혼마 미쓰루         |
|        | (투)   | 마쓰자카 다이스케   |

| 센트럴 | 센트럴 | 센트럴            |
| 타순   | 수비   | 선수              |
| ------ | ------ | ----------------- |
| 1      | (우)   | 아오키 노리치카   |
| 2      | (중)   | 아카호시 노리히로 |
| 3      | (三)   | 이와무라 아키노리 |
| 4      | (좌)   | 가네모토 도모아키 |
| 5      | (一)   | 이승엽            |
| 6      | (지)   | 무라타 슈이치     |
| 7      | (유)   | 도리타니 다카시   |
| 8      | (포)   | 야노 아키히로     |
| 9      | (二)   | 후지모토 아쓰시   |
|        | (투)   | 가와카미 겐신     |

#### 수상 선수
MVP
- 아오키 노리치카(야쿠르트)

### 2차전

#### 스코어
| 팀 | 1 | 2 | 3 | 4 | 5 | 6 | 7 | 8 | 9 | R | H  | E |
| 센트럴 | 0 | 1 | 0 | 2 | 0 | 1 | 0 | 2 | 1 | 7 | 15 | 0 |
| 퍼시픽 | 0 | 0 | 2 | 0 | 2 | 0 | 0 | 0 | 0 | 4 | 14 | 0 |
| 승리 투수: 나가카와 가쓰히로(히로시마) 패전 투수: 마하라 다카히로(소프트뱅크) 세이브: 마크 크룬(요코하마) 홈런: 센트럴 – 알렉스 오초아(주니치·4회 2점), 앤디 시츠(한신·6회 1점) 퍼시픽 – 모리모토 히초리(닛폰햄·3회 2점) |   |   |   |   |   |   |   |   |   |   |    |   |

#### 출장 선수
| 센트럴 | 센트럴 | 센트럴            |
| 타순   | 수비   | 선수              |
| ------ | ------ | ----------------- |
| 1      | (중)   | 아오키 노리치카   |
| 2      | (우)   | 긴조 다쓰히코     |
| 3      | (유)   | 니오카 도모히로   |
| 4      | (지)   | 가네모토 도모아키 |
| 5      | (三)   | 무라타 슈이치     |
| 6      | (一)   | A. 시츠           |
| 7      | (좌)   | 알렉스 O.         |
| 8      | (포)   | 아베 신노스케     |
| 9      | (二)   | 히가시데 아키히로 |
|        | (투)   | 우쓰미 데쓰야     |

| 퍼시픽 | 퍼시픽 | 퍼시픽              |
| 타순   | 수비   | 선수                |
| ------ | ------ | ------------------- |
| 1      | (二)   | 니시오카 쓰요시     |
| 2      | (유)   | 나카지마 히로유키   |
| 3      | (一)   | A. 카브레라         |
| 4      | (지)   | 오가사와라 미치히로 |
| 5      | (三)   | J. 페르난데스       |
| 6      | (포)   | 사토자키 도모야     |
| 7      | (중)   | SHINJO              |
| 8      | (우)   | 오무라 나오유키     |
| 9      | (좌)   | 모리모토 히초리     |
|        | (투)   | 사이토 가즈미       |

#### 수상 선수
MVP
- 후지모토 아쓰시(한신)

## 같이 보기
- 일본 프로 야구 올스타전
- 일본 야구 기구(주최)
- 산요 전기(특별 협찬)